# Trichomyia lengleti
Trichomyia lengleti là một loài ruồi Cretaceous được tìm thấy ở vùng Charentes của Pháp.
Nó đã được phát hiện năm 2008 khi kỹ thuật tia X đã được sử dụng để chiếu kiểm tra các mảnh hổ phách.